# Jamule
Jamule, pseudonimo di Jamal Manuel Issa Serrano (in arabo جمال مانويل عيسى سيرانو‎?; Duisburg, 22 novembre 1996), è un rapper tedesco.

## Biografia
Nato a Duisburg da madre andalusa (Maria Serrano Serrano, delle Passion Fruit) e da padre libanese, è cresciuto a Essen, nel quartiere di Kray. È salito alla ribalta nel 2018 con la pubblicazione del singolo NBA, che è divenuto il suo debutto nelle Offizielle Deutsche Charts. Ha successivamente conquistato altri 37 ingressi nella hit parade nazionale, di cui uno in vetta, in 3 anni. Discorso simile sia in Austria che in Svizzera, dove ha piazzato rispettivamente 24 e 11 entrate.
Il primo album in studio LSD, uscito nel 2020, ha esordito in top five nella graduatoria tedesca, all'8ª posizione della Ö3 Austria Top 40 e in top ten nella Schweizer Hitparade. Per aver venduto 200 000 unità ciascuno in suolo tedesco i brani XXL, Frag mich nicht, Ich hol dich ab e 1000 Hits hanno ottenuto una certificazione d'oro dalla Bundesverband Musikindustrie, mentre Unterwegs e Liege wieder wach, per averne totalizzate 400 000, sono stati certificati platino.

## Discografia

### Album in studio
- 2020 – LSD
- 2021 – Sold
- 2022 – Magic
- 2022 – Kids with Attitude (con Fourty)
- 2023 – Chaos
- 2023 – HotGirlSummer Tape

### EP
- 2019 – Ninio

### Singoli
- 2018 – NBA
- 2018 – 10,9
- 2019 – Rooftop
- 2019 – Mamma Mia
- 2019 – No Way (con Badchieff)
- 2019 – Dollarzeichen
- 2019 – Moneyhoneydrip
- 2019 – 1000 Hits (con Cro)
- 2019 – Athen (con Luciano)
- 2020 – Karma (Remix) (con Nimo)
- 2020 – Heute Nacht (con Fourty)
- 2020 – Scheiss drauf
- 2020 – MedMen
- 2020 – XXL (con Miksu / Macloud, Summer Cem e Luciano)
- 2020 – Fastlane (con Santos)
- 2020 – 13 (con Chilla)
- 2020 – Blutige Tränen X Rockstar
- 2021 – No comprendo (con Capital Bra)
- 2021 – Frag mich nicht (con Miksu / Macloud e Nimo)
- 2021 – Overdose
- 2021 – Bobby (con Veysel)
- 2021 – Liege wieder wach
- 2021 – Shawty (con Kianush e PA Sports)
- 2021 – Purple Rain (con Jazn)
- 2021 – Wenn ich geh
- 2021 – Intro
- 2021 – Normal für mich (con Miksu / Macloud)
- 2021 – Violett (con Miksu / Macloud)
- 2021 – Jung
- 2022 – Blauer Himmel
- 2022 – Shots (con Fourty)
- 2022 – Bilder
- 2022 – Rapstars (con Mero)
- 2022 – Lass sie reden (con Fard)
- 2022 – Work It (con Fourty)
- 2022 – Kredibil (con Fourty)
- 2022 – Kissenschlacht (con Fourty)
- 2022 – Medizin (con Sido)
- 2022 – 2000 Euro (con Fourty)
- 2022 – Playlist (con Fourty)
- 2023 – Normal zu lieben
- 2023 – Sag was du vorhast
- 2023 – Wenn ich will
- 2023 – Glizzy (con Dardan)
- 2023 – Sternhimmeldach (con Bojan)
- 2023 – On God (con Ataypapi)
- 2023 – Alemania
- 2023 – Erzähl mir
- 2023 – Nachbarschaft
- 2023 – Erwachsen werden
- 2024 – Hundertzehn
- 2024 – Ende der Strasse
- 2024 – Lovebomb (con Sido)
- 2024 – Baby Mama (con Saliou)
- 2024 – Moonlight Dreams (con Yakary)
- 2024 – Lightflex
- 2024 – PSG (con Yung Kafa & Kücük Efendi)
- 2024 – 4AM (con Yakary)
- 2025 – Roulette
- 2025 – Junimond
- 2025 – Bei dir (con RAF Camora)